# Ectopatria intermixta
Ectopatria intermixta är en fjärilsart som beskrevs av Lucas. Ectopatria intermixta ingår i släktet Ectopatria och familjen nattflyn. Inga underarter finns listade i Catalogue of Life.